# Maranthes polyandra
Espèce
Synonymes
- Ferolia polyandra (Benth.) Kuntze[1] [2]
- Parinari polyandra var. argentea Aubrév.[2]
- Parinari polyandra var. cinerea Engl.[2]
- Parinari polyandra var. pleiocarpa Engl.[2]
- Parinari polyandra var. villosa Aubrév.[2]
- Parinari polyandra Benth.[1] [2]

Maranthes polyandra (Benth.) Prance est une espèce de plantes à fleurs de la famille des Chrysobalanaceae, selon la classification phylogénétique. C'est un arbre africain.

## Description
Cet arbre peut mesurer environ 8 mètres. Il possède un tronc noueux et tordu, et est souvent déformé par le feu. 
Sous sa forme de buisson d'environ 5 mètres de hauteur, on le reconnaît bien à ses branches tordues. Dans les deux cas, l'espèce est caractérisée par une cime étalée.  
Cette espèce se développe dans les prairies boisées, les forêts et dans les broussailles. Elle est très répandue en Afrique tropicale. 

## Liste des sous-espèces
Selon Tropicos (27 juillet 2017) :
- Maranthes polyandra subsp. floribunda (Baker) Prance